# François-Désiré Froment-Meurice
François-Désiré Froment-Meurice (Parigi, 31 gennaio 1801 – Parigi, 17 febbraio 1855) è stato un orafo francese.

## Biografia
Figlio di François Froment (1773-1803), anch'egli orafo, e padre di Émile Froment-Meurice che continuò l'attività di famiglia fino al 1913. Il nome Froment-Meurice designa una vera e propria dinastia di orafi.
La madre di François-Désiré, vedova di François Froment, sposò per la seconda volta un altro orafo: Pierre Meurice che, nel 1832, rilevò con successo il laboratorio di famiglia.
Froment-Meurice ottenne il titolo di orefice-gioielliere della città di Parigi. Nel 1839 vinse due medaglie d'argento all'Esposizione dei prodotti industriali, una medaglia d'oro nel 1844 e dal 1849 trionfò a Londra e in tutta Europa.
Divenne rapidamente un rinomato orafo, abitò dapprima nel distretto dell'Hôtel de Ville a Parigi nel 1828, dopo di che si trasferì nel distretto di Madeleine dopo il 1848. In questi giorni, fece parte della Guardia Nazionale al servizio del municipio. Poi si trasferì al 50 rue du Faubourg Saint-Honoré.
Morì all'apice del successo, poco prima dell'Esposizione Universale del 1855.
Charles-Désiré Rambert gli dedicò una suite litografica.
Contava tra la sua clientela scrittori e dandy tra i quali Honoré de Balzac e Théophile Gautier, che erano i più assidui.
Realizzò per le più importanti personalità d'Europa le oreficerie più varie, ispirandosi dapprima all'arte gotica e al sobrio stile neoclassico, o seguendo i modi degli scultori romantici, che spesso imitava (James Pradier, Antoine-Augustin Préault, David d'Angers), aggiornando il suo stile passo dopo passo fino a giungere a quello eclettico, destinato a culminare negli anni del Secondo Impero francese.
Tra i lavori che lo resero celebre, si possono menzionare il calice eseguito per papa Gregorio XVI nel 1842, la spada d'onore offerta al generale Cavaignac nel 1848, un trionfo da tavola per il duca di Luynes, un servizio da toilette per la duchessa di Parma (1851).
Le sue opere si caratterizzarono per la tecnica impeccabile, per una certa originalità, che gli permise di essere l'antesignano di tutte le varie fasi stilistiche dell'oreficeria fra il 1830 e il Secondo Impero.
È sepolto nel cimitero di Père-Lachaise.
Il figlio Émile (Parigi 1837-1913 continuò l'opera paterna, ripetendone l'eclettismo talvolta tronfio e l'alta finezza tecnica.

## Opere
- Calice per papa Gregorio XVI nel 1842;
- Spada d'onore offerta al generale Cavaignac nel 1848;
- Trionfo da tavola per il duca di Luynes;
- Servizio da toilette per la duchessa di Parma nel 1851.

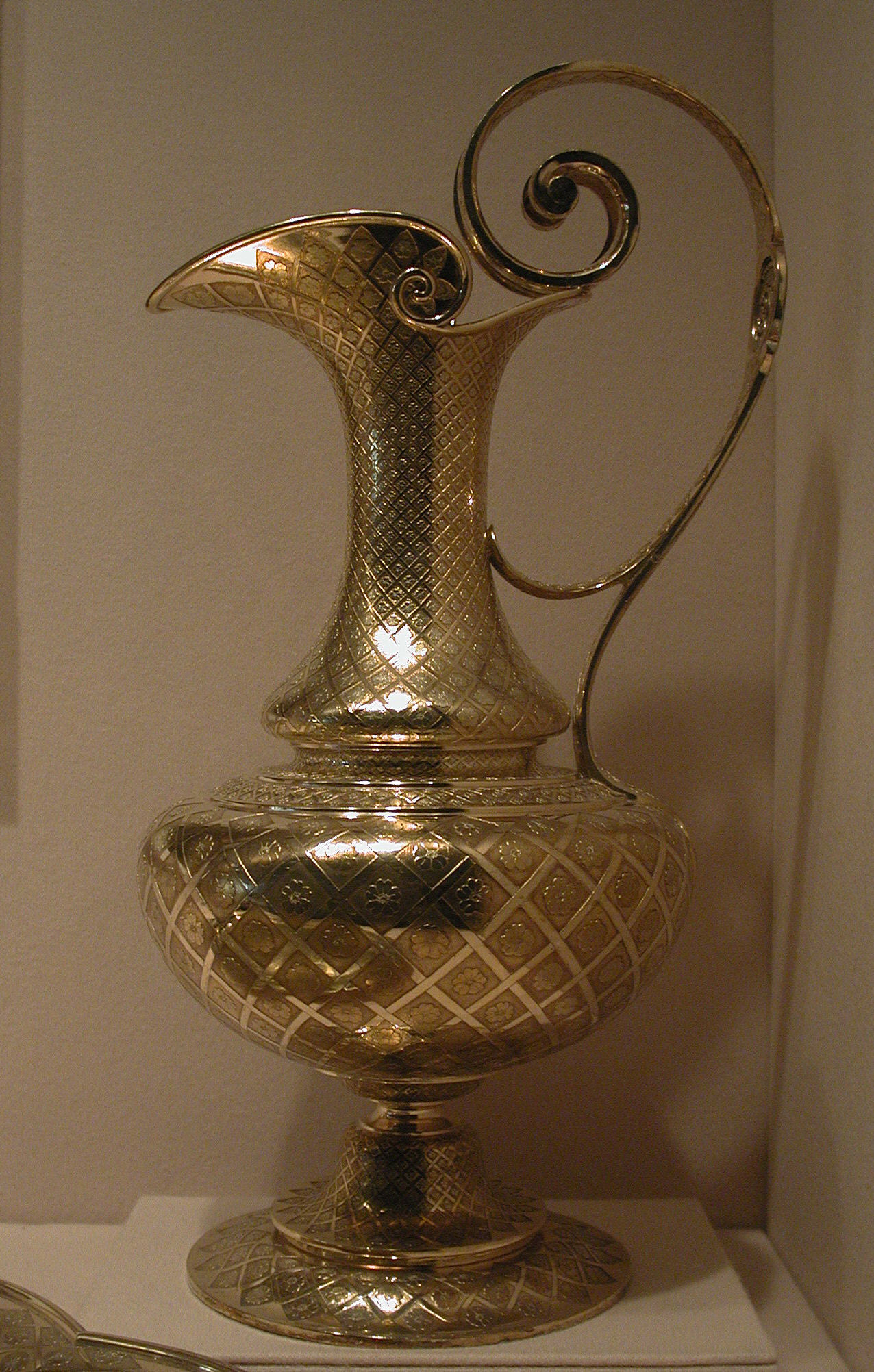
Circa 1850, Metropolitan Museum of Art
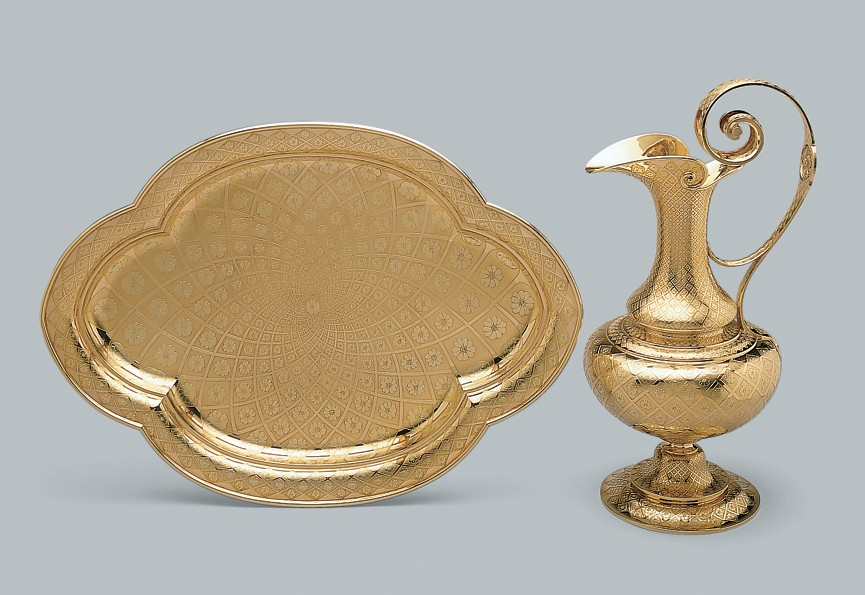
Circa 1850, Metropolitan Museum of Art
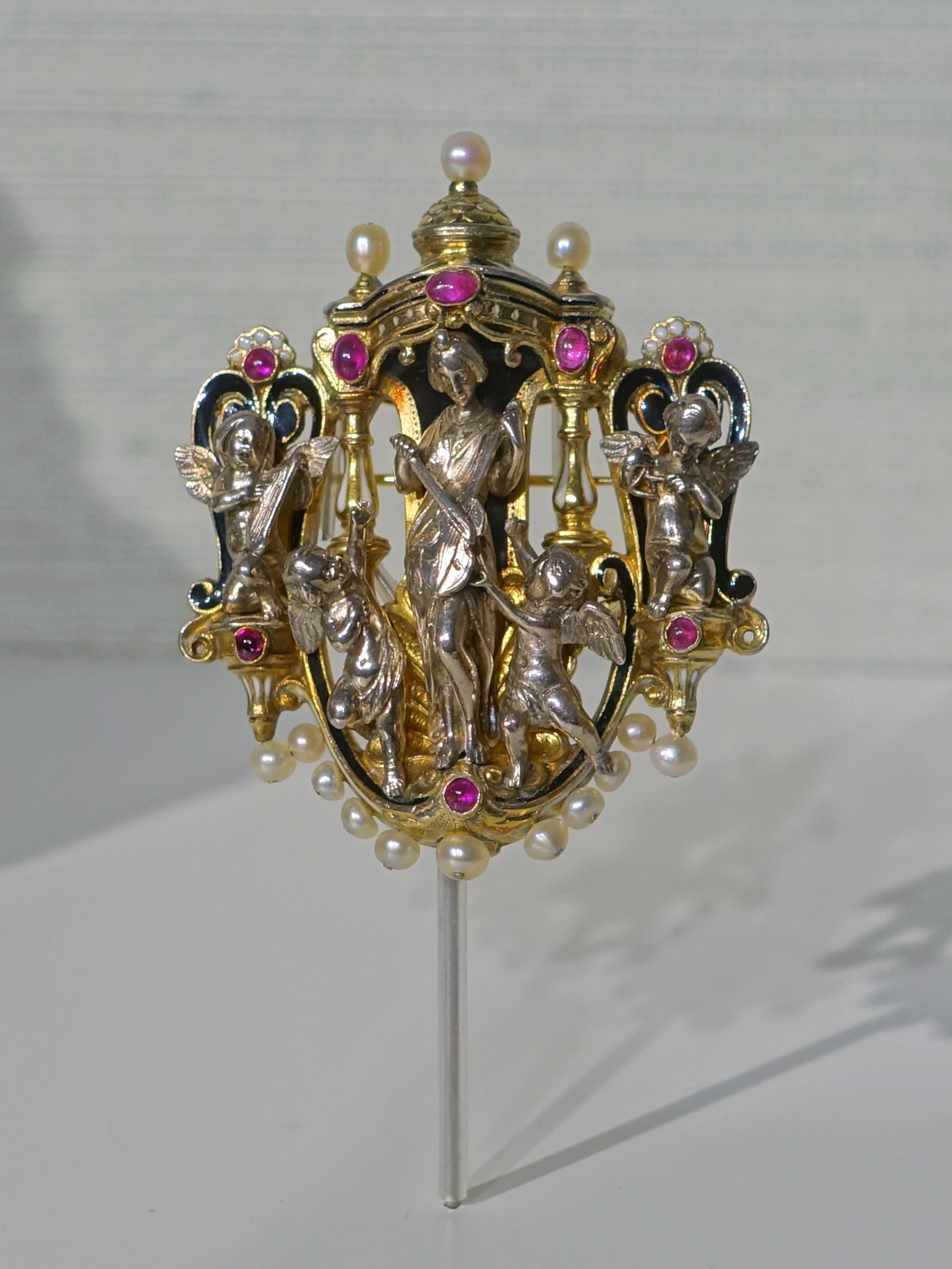
Broche Harmonie, circa 1847, Hessisches Landesmuseum, Darmstadt.